# Gboly Ariyibi
Omogbolahan Gregory Ariyibi (n. Condado de Arlington, Virginia, EE. UU. el 18 de enero de 1995), conocido simplemente como Gboly Ariyibi, es un futbolista estadounidense. Juega de extremo y milita en el Boavista F. C. de la Primeira Liga de Portugal. Según su agente, se siente cómodo jugando en cualquiera de las dos bandas.

## Trayectoria

### Inicios
Nacido en el Condado de Arlington, Virginia en los Estados Unidos, Ariyibi, no obstante, comenzó su carrera en el Southampton inglés en 2005 luego de haber sido descubierto jugando para el equipo juvenil de Oxford, los Quarry Rovers. Progresó a través de los equipos juveniles del club junto a otros futbolistas que se convirtieron en regulares como Luke Shaw y James Ward-Prowse.
Luego de ser dejado ir por Southampton, cuando Mauricio Pochettino decidiera no ofrecerle un contrato permanente, Ariyibi pasó periodos de prueba en varios equipos como el Bolton Wanderers. También se unió a UK Football Finder FC para buscar equipo.

### Leeds United
El 11 de diciembre de 2013, Ariyibi fichó con el Leeds United hasta el final de la temporada luego de un corto periodo de prueba. Luego de fichar con Leeds, el entrenador Brian McDermott describió a Ariybi como un jugador emocionate, muy, pero muy rápido. También es un buen muchacho. Recibió el número 27 para su camiseta el en Boxing Day en 2013 fue parte de la plantilla del club para un partido ante el Blackpool, aunque finalmente no llegó a jugar.
El 29 de diciembre de 2013, Ariybi hizo su debut con Leeds entrando como sustituto en el segundo tiempo en un partido frente al Nottingham Forest. El 25 de marzo de 2014, Ariyibi fue cedido al Tranmere Rovers en condición de préstamo hasta el final de la temporada.
El 16 de mayo de 2014, Leeds United terminó el contrato de Ariyibi, dejándolo como agente libre.

### Chesterfield
El 29 de agosto de 2014, Ariyibi fichó con el Chesterfield de la Football League One por 12 meses luego de rechazar un pase al Burnley de la Premier League.

## Selección nacional
Ariyibi nació en los Estados Unidos, pero también tiene la posibilidad de jugar para Nigeria gracias a su ascendencia, o para Inglaterra, debido a que creció en ese país. In 2013, Ariybi stated that he wanted to break into the USA youth setup. En el año 2015 fue parte de la selección sub-23 de los Estados Unidos que participó del Preolímpico de Concacaf con miras a los Juegos Olímpicos de Río de Janeiro de 2016.

## Clubes
| Club                              | País       | Año       |
| --------------------------------- | ---------- | --------- |
| Leeds United F. C.                | Inglaterra | 2013-2014 |
| Tranmere Rovers F. C. (cedido)    | Inglaterra | 2013-2014 |
| Chesterfield F. C.                | Inglaterra | 2014-2017 |
| Nottingham Forest F. C.           | Inglaterra | 2017-2019 |
| Milton Keynes Dons F. C. (cedido) | Inglaterra | 2017-2018 |
| Northampton Town F. C. (cedido)   | Inglaterra | 2018      |
| Motherwell F. C.                  | Escocia    | 2019      |
| Panetolikos                       | Grecia     | 2019-2021 |
| Ankaragücü                        | Turquía    | 2021-2023 |
| Keçiörengücü                      | Turquía    | 2023-2024 |
| Boavista F. C.                    | Portugal   | 2025-     |